# Picoeucarioti
I Picoeucarioti sono organismi eucarioti picoplanctonici con una grandezza tra gli 0,2 e i 2,0 µm.
Sono distribuiti nel mondo marino e negli ecosistemi di acqua dolce e costituiscono un contributo significativo alle comunità autotrofiche.
Sebbene il prefisso del sistema internazionale di misura pico- implichi un organismo più piccolo della scala atomica il termine fu usato per non confondersi con le taglie già esistenti di plancton.